# 2112: Narodziny Doraemona
- | Gatunek        | animowany                               |
| Data premiery  | JPN: 4 marca 1995 POL: 20 stycznia 2014 |
| Kraj produkcji | Japonia                                 |
| Język          | japoński                                |
| Czas trwania   | 30 minut                                |
| Reżyseria      | Yoshitomo Yonetani                      |
| Muzyka         | Shinji Miyazaki                         |
| Zdjęcia        | Matthias Grunsky                        |
| Wytwórnia      | Shin-Ei Animation Co., Ltd. Shogakukan  |

2112: Narodziny Doraemona (jap. 2112年 ドラえもん誕生 2112-nen Doraemon tanjō) – japoński film animowany z 1995 roku w reżyserii Yoshitomo Yonetani. Ukazuje życie Doraemona po narodzinach, przed przybyciem do Nobity. Wyprodukowany przez studio Shin-Ei Animation, Wydawnictwo Shogakukan i TV Asahi.
Premiera filmu miała miejsce w Japonii 4 marca 1995 roku na kanale TV Asahi. W Polsce premiera filmu odbyła się 20 stycznia 2014 roku na antenie Disney XD.

## Fabuła
Akcja filmu rozgrywa się 3 września 2112 roku. Opowiada o narodzinach i życiu Doraemona przed podróżą do XX wieku. W filmie zostaje ukazane, jak powstał Doraemon, jak został częściowo uszkodzony i stracił swoje uszy oraz jak poznał rodzinę Nobi. Główny bohater decyduje się powrócić do przeszłości, aby pomóc Nobicie.

## Obsada
- Nobuyo Ōyama – Doraemon
- Chisa Yokoyama – Żółty Doraemon
- Kazue Ikura – Elmatadora
- Kumiko Nishihara – Król Dra
- Keiko Yokozawa – Dorami
- Yoshiko Ōta – Sewashi
- Ichirō Nagai – dyrektor Teraodai
- Kumiko Nishihara – Dora Wang
- Run Sasaki – żona

i inni

## Wersja polska
Wersja polska: SDI Media Polska

Reżyseria: Grzegorz Drojewski

Dialogi: Kamila Goworek

Montaż: Krzysztof Włodarski

Mix: Maciej Wolski

Udział wzięli:
- Tomasz Borkowski – Fujiko F. Fujio
- Julia Kołakowska-Bytner – Doraemon A (żółty Doraemon)
- Brygida Turowska – Doraemon
- Tomasz Steciuk – jeden z przestępców
- Robert Kuraś –
  - jeden z przestępców,
  - Giarobo
- Monika Kwiatkowska – Noramyako
- Krzysztof Zakrzewski – dyrektor Teraodai
- Adam Pluciński – Gadający Sune
- Monika Pikuła –
  - Dorarinho,
  - moderatorka Wielkiego Przesłuchania Robotów
- Artur Kaczmarski – 
  - moderator Wielkiego Przesłuchania Robotów,
  - tata Sewashiego
- Izabella Bukowska –
  - żona Fujiko,
  - mama Sewashiego,
  - robot-mysz,
  - pielęgniarka
- Bartosz Martyna – policjant
- Kinga Suchan – Dorami
- Marta Dobecka – Sewashi

i inni
Lektor: Artur Kaczmarski